# Молибдат кобальта(II)
Молибдат кобальта(II) — неорганическое соединение,
соль кобальта и молибденовой кислоты с формулой CoMoO4,
чёрные кристаллы,
не растворяется в воде,
образует кристаллогидраты.

## Получение
- Обменные реакции:

{\displaystyle {\mathsf {Na_{2}MoO_{4}+CoCl_{2}\ {\xrightarrow {}}\ CoMoO_{4}\downarrow +2NaCl}}}

## Физические свойства
Молибдат кобальта(II) образует чёрные кристаллы (по другим данным бледно-зелёные)
моноклинной сингонии,
пространственная группа C 2/m,
параметры ячейки a = 0,9666 нм, b = 0,8854 нм, c = 0,7755 нм, β = 113,82°, Z = 8 .
При ≈400°С происходит фазовый переход в структуру
моноклинной сингонии,
пространственная группа C 2/m,
параметры ячейки a = 1,021 нм, b = 0,931 нм, c = 0,701 нм, β = 106,4°, Z = 8.
Также известна фаза высокого давления:
моноклинная сингония,
пространственная группа P 2/c,
параметры ячейки a = 0,46598 нм, b = 0,56862 нм, c = 0,49159 нм, β = 90,521°
Не растворяется в воде.
Образует кристаллогидраты состава CoMoO4•n H2O, где n = 3/4 и 1.
Кристаллогидрат состава CoMoO4•3/4H2O образует кристаллы
тригональной сингонии,
пространственная группа P 1,
параметры ячейки a = 0,6844 нм, b = 0,6933 нм, c = 0,9339 нм, α = 76,617°, β = 84,188°, γ = 74,510°, Z = 4 .